# Hymenocephalus megalops
Hymenocephalus megalops är en fiskart som beskrevs av Akitoshi Iwamoto och Merrett, 1997. Hymenocephalus megalops ingår i släktet Hymenocephalus och familjen skolästfiskar. Inga underarter finns listade i Catalogue of Life.